# Kabupaten Pinrang
Kabupaten Pinrang är ett kabupaten i Indonesien.   Det ligger i provinsen Sulawesi Selatan, i den centrala delen av landet, 1 400 km öster om huvudstaden Jakarta. Antalet invånare är 351 118.